# ری رناهان
ریموند رناهان (به انگلیسی: Raymond Rennahan) فیلمبردار آمریکایی سینمای هالیوود و برنده جایزه اسکار بهترین فیلمبرداری سال ۱۹۳۹
او به دلیل کارش در فیلم، یکی از تنها شش فیلمبردار بود که در پیاده‌روی مشاهیر هالیوود یک "ستاره" داشت ، پنج نفر دیگر هاسکل وکسلر ، کنراد ال هال ، جی پورل مارلی ، لئون شامروی و هال مور هستند .

## فیلمشناسی
- خون و شن
- بر باد رفته
- بزن‌بکوب!
- مخاطرات پائولین
- عشق جنگلی او